# 陳柏翰
陳柏翰（英語：Po-Han Chen，1997年12月19日—），台灣政治幕僚，中國國民黨籍。國立政治大學歷史學系畢業，現就讀於國立台灣大學歷史學研究所。現任中國國民黨青年部義務副主任、國民黨全國黨代表，曾任中國國民黨青年團第十五屆青年團總團長暨指定中央常務委員、新北市議員陳偉杰辦公室法案主任，2022年出任侯友宜2022新北市長選舉競選辦公室發言人。

## 生平
陳柏翰出生於新北市淡水區，就讀鄧公國小、竹圍高中國中部。畢業於臺北市立大同高級中學後，就讀國立政治大學歷史學系。就讀政大期間，曾任學生會學生議會議長。2017年6月19日，他在網路上捍衛歷史系的價值：「文組不外文法商，文是增進內在涵養，法是學習保護自己的手段、商是讓自己不餓死。我唸歷史，雖然可能餓死街頭，但至少活的像人。」
2019年陳柏翰原參選中國國民黨青年團團長，而後於決選截止前一日宣布退選，引發各界關注，後因當初退選理由不再，於2020年6月7日宣布參選國民黨青年團總團長並成功當選。2021年9月25日，以第一高票連任新北市第九選區（淡水、八里、三芝、石門）第二十一屆全國黨代表。
2020年11月27日，因國民黨立院黨團在立院扔豬內臟杯葛蘇貞昌質詢，對此陳柏翰在臉書提出反對國民黨立院黨團的作法，冀能回歸理性專業問政。
2021年4月21日，陳柏翰與台北市市議員徐巧芯、朱立倫辦公室發言人凌濤、新共和通訊主編林家興共同發起「國家安全青年智庫」。
2022年9月1日，與王敏旭、吳亮賢共同出任侯友宜2022新北市長選舉競選辦公室發言人。

## 政治立場
2020年11月26日，陳柏翰接受修憲議題專訪時主張「立委選制要一併討論」 。
2021年2月17日，陳柏翰表示國民黨應針對二二八事件有具體道歉與反省的的正式行動。
2021年10月30日，國民黨第二十一屆第一次全國代表大會，陳柏翰配戴彩虹口罩出席，公開呼籲黨內以更包容的心態去接納每一個世代的意見，並能深化平權價值。